# サムタイム時々
サムタイム時々（サムタイムときどき、英:sometime-toki.ki）は、日本のギターロックバンド。2015年に宮崎県で結成。

## 概要
かいまさしの作る現実的かつ幻想的歌詞に加え独特なメロディーラインで独自の世界観を作り出している。　
作詞はかいまさしが行い、作曲も主にかいまさしが行っているが、メンバー全員で作られる曲もある。

## メンバー
かいまさし - ボーカル・ギター
- 宮崎県出身。宮崎大学卒業。（ブログ参照）
- 作詞と作曲を手がける。
- GRAPEVINE好き（ブログ参照）
- サムタイム時々の他に「SWEETER」、「ガドリングスガバンド」にも所属。（Twitter参照）
- 2011年にはかいまさしの名でソロ活動も行っていた。
- 2011年〜2013年には関東にて「./irori（いろり）」という3人組バンドを組んでおり、ボーカル・ギターを務めていた。現在活動休止中。
- 読書家。漫画、アニメ好き。
- 宮崎のイベントえんどるふぃんでは、「とある2号の秘密結社」というアニソンバンドでギターを務めている。（Twitter参照）

巧（たくみ） - ギター
- ギター・コーラスを務める。
- GRAPEVINE好きで、GRAPEVINEと豆腐があれば生きていける。そんな気がするとのこと[1]。
- トレードマークはピンク色のふわふわのギターストラップ
- 中耳炎になりやすい。（Twitter参照）
- 同じく、「とある２号の秘密結社」というアニソンバンドでギターを務めている。

せ〜じ - ドラム
- かいまさしと同じ「SWEETER」に所属。（Twitter参照）
- その他「dance of city」、「dead seachickens」、「TYS」に所属。（Twitter参照）
- おなじく「とある2号の秘密結社」というアニソンバンドでドラムを務めている。（Twitter参照）
- キテレツ大百科が好き。（Twitter参照）

masaki（まさき） - ベース
- 2018年4月に加入、2018年5月19日に初ライブ（Twitter参照）
- 宮崎県出身。
- ベースの他、サウンドトラック製作も行う。

唯衣（ゆい） - Management・Party and Alcohol
- お酒とゴルフと野球好き。（Twitter参照）
- かわいい猫を飼っている。（Twitter参照）

### 元メンバー
degu（でぐ） - ベース
- 宮崎大学卒業。
- 2018年4月、就職に伴い脱退。

## ディスコグラフィ
1. サムシング何か（2017年3月20日配信）
1. アベ・マリア
2. さよなら蛮類
3. シャルロッテの胃袋

2. サムハウどうにか（2018年11月19日配信）
1. Tarai Go Round
2. モォニン・グロゥ
3. 傲慢
4. エチルとアルデヒド
5. 杏

３. サムワットいくらか（2020年12月30日配信）
1. パステンス
2. 碇
3. 凡才
4. ±0=3
5. JIMEI
6. ぼくらの概念